# Ableptemetes
Ableptemetes is een geslacht van haften (Ephemeroptera) uit de familie Leptohyphidae.

## Soorten
Het geslacht Ableptemetes omvat de volgende soorten:
- Ableptemetes dicinctus
- Ableptemetes melanobranchus